# Trestenic, Tulcea
Trestenic este un sat în comuna Nalbant din județul Tulcea, Dobrogea, România.